# ماكس تاكر
ماكس تاكر (بالإنجليزية: Max Tucker)‏ (22 ديسمبر 1991 بملبورن في أستراليا - ) هو لاعب كريكت أسترالي. شارك مع منتخب هونغ كونغ للكريكت.

## وصلات خارجية
- ماكس تاكر على موقع إي آس بي آن كريك إنفو (الإنجليزية)